# 빅쇼트
《빅쇼트》(The Big Short)는 2015년 공개된 미국의 자전 코미디 드라마 영화이다. 애덤 매케이가 감독과 각본을 맡았다. 2007–08년 세계 금융 위기를 다룬 마이클 루이스의 2010년 논픽션 《빅 숏: 패닉 이후, 시장의 승리자들은 무엇을 보는가》를 원작으로 한다. 크리스천 베일, 스티브 카렐, 라이언 고슬링, 브래드 피트 등이 출연하며, 2015년 12월 11일 극장 공개되었다. 제88회 아카데미상에서 작품상과 감독상을 포함한 5개 부문 후보에 올랐다

## 구성
영화는 세계 금융 위기 (2007년~2008년)가 시작되기 전 몇 년 동안의 행동으로 느슨하게 연결된 세 가지 개별적이지만 동시에 진행되는 이야기로 구성된다.

### 사이온 캐피털
2005년, 괴짜 헤지펀드 매니저 마이클 버리는 고위험 서브프라임 모기지에 기반한 미국 주택 시장이 매우 불안정하다는 것을 발견한다. 변동금리 모기지에서 금리가 인상될 2007년 2분기에 시장이 붕괴될 것으로 예상하고, 그는 신용파산스왑 (CDS) 시장을 만들어 주택담보부증권에 반대로 베팅하거나 공매도하여 이익을 얻으려고 한다.
그의 10억 달러가 넘는 장기 베팅은 주요 투자 및 상업은행에 의해 수락되었지만 상당한 월별 보험료를 지불해야 한다. 이로 인해 그의 주요 고객인 로렌스 필즈는 그가 자본을 "낭비"하고 있다고 비난하고, 많은 고객들이 그에게 철회하고 매도할 것을 요구하지만 버리는 거부한다. 압력에 시달리던 그는 결국 인출을 제한하여 투자자들을 화나게 하고, 필즈는 버리를 고소한다. 결국 세계 금융 위기 (2007년~2008년)가 시작되었고 그의 펀드 가치는 489% 증가했으며 (막대한 보험료를 감안하더라도) 총 26억 9천만 달러 이상의 이익을 얻었고, 필즈 혼자 4억 8천9백만 달러를 받았다.

### 프런트포인트 파트너스
도이체 방크의 글로벌 자산담보부증권 거래 담당 임원인 재러드 베넷(그렉 리프만에 기반)은 버리에게 초기 CDS를 판매한 은행원 중 한 명에게서 버리의 분석을 이해한 최초의 은행가 중 한 명이다. 그의 퀀트를 사용하여 버리가 거의 확실히 옳다는 것을 확인한 그는 시장에 진입하여 직접 CDS를 매수하기로 결정한다. 그러나 그의 많은 월별 보험료로 인해 그는 CDS를 매도하여 포지션 규모를 줄이려고 한다. 잘못 걸린 전화가 프런트포인트 파트너스 헤지펀드 매니저 마크 바움(스티브 아이스먼에 기반)에게 경고를 보내고, 그는 은행의 윤리와 사업 모델에 대한 낮은 평가로 인해 베넷으로부터 스왑을 매수하려는 동기를 얻는다. 베넷은 서브프라임 대출을 CDO로 묶어 AAA 등급을 매기는 것이 결국 붕괴를 보장할 것이라고 설명한다.
사우스 플로리다에서 현장 조사를 실시한 프런트포인트 팀은 모기지 브로커가 월가 은행에 모기지 거래를 판매하여 이익을 얻고 있으며, 은행은 더 위험한 모기지에 대해 더 높은 마진을 지불하여 거품을 만들고 있음을 발견한다. 이 지식을 바탕으로 프런트포인트 팀은 베넷으로부터 CDS를 매수한다.
2007년 초, 이 대출들이 연체되기 시작하면서 CDO 가격은 어떻게든 상승하고 신용 평가 기관은 채권 등급을 하향 조정하기를 거부한다. 바움은 스탠더드 & 푸어스의 지인으로부터 이해 충돌과 신용 평가 기관의 부정을 발견한다. 베넷은 팀을 라스베이거스에서 열리는 미국 증권화 포럼에 초대하고, 거기서 바움은 CDO 관리자로부터 결함 있는 모기지 채권에 유리하게 베팅하는 "합성 CDO"를 포함한 모기지 채권 보험 시장이 모기지 대출 시장 자체보다 훨씬 크다는 것을 알게 되고, 바움은 경악하여 전 세계 경제가 붕괴될 것이라는 것을 깨닫는다.
서브프라임 채권이 계속 하락하자 바움은 프런트포인트가 소속된 모건 스탠리도 모기지 파생상품에 대한 공매도 포지션을 취했음을 알게 된다. 그러나 위험과 월별 보험료를 상쇄하기 위해 더 높은 등급의 모기지 파생상품에 대한 공매도 포지션을 매도했다. 이제 이들 역시 가치가 붕괴되면서 모건 스탠리는 심각한 유동성 문제에 직면하고 있다. 모건 스탠리가 붕괴되기 전에 포지션을 매도하라는 직원들의 압력에도 불구하고 바움은 경제가 붕괴 직전까지 매도하기를 거부하고, 그들의 CDS에서 10억 달러 이상을 벌어들인다. 그럼에도 불구하고 바움은 은행과 정부가 경제 붕괴의 원인을 인정하지 않고 대신 "이민자와 가난한 사람들"을 비난할 것이라고 한탄한다.

### 브라운필드 펀드
젊은 투자자 찰리 겔러와 제이미 시플리는 브라운필드 펀드(회사 콘월 캐피털에 기반)라는 작은 회사를 운영한다. 그들은 우연히 JP모건 체이스 로비의 커피 테이블에서 베넷의 마케팅 프레젠테이션을 발견하고(실제로는 친구와 출판물을 통해 베넷의 계획에 대해 입소문으로 들었다고 캐릭터들이 관객에게 말한다), 이는 큰 잠재적 수익을 가진 저렴한 보험을 매수하는 그들의 전략에 부합하므로 CDS에 투자하도록 설득한다. 버리와 바움의 거래에 필요한 국제 스왑 및 파생상품 협회 (ISDA) 마스터 계약에 대한 자본 기준 미만이므로, 그들은 시플리의 이웃이자 싱가포르에 기반을 둔 은퇴한 증권 거래인 벤 리커트의 도움을 받는다.
채권 가치와 CDO가 디폴트에도 불구하고 상승하자 겔러는 은행이 사기를 저지르고 있다고 의심한다. 트리오는 미국 증권화 포럼도 방문하여 SEC가 주택담보부증권 활동을 모니터링할 규제가 없다는 것을 알게 된다. 그들은 훨씬 더 안정적이라고 여겨지고 훨씬 더 높은 지급 비율을 가졌던 고등급 AA 모기지 증권을 공매도하여 버리와 바움보다 훨씬 더 많은 이익을 성공적으로 얻는다.
나중에 주택 모기지 연체가 증가함에도 불구하고 CDO(보험) 가격은 상승하지 않고 기초 모기지 채권 가격도 하락하지 않으며, 그들은 은행과 신용 평가 기관이 불가피한 붕괴 전에 CDO를 매도하고 공매도하기 위해 비밀리에 가격을 동결하고 있다는 것을 깨닫는다. 은행의 사기에 분노한 겔러와 시플리는 언론에 다가오는 재앙과 만연한 사기에 대해 제보하려고 하지만, 월스트리트 저널의 기자는 월스트리트 투자은행과의 관계 유지를 위해 기사를 보도하기를 거부한다. 시장이 붕괴하기 시작하자 영국에서 휴가 중이던 벤은 그들의 CDS를 매도한다. 궁극적으로 그들은 3천만 달러의 투자를 8천만 달러로 바꾸지만, 벤이 그들에게 일반 대중에게 미칠 심각한 결과에 대해 말했을 때 시스템에 대한 그들의 믿음은 깨진다.

### 에필로그
재러드 베넷은 그의 CDS로 얻은 이익으로 4천7백만 달러의 보너스를 받는다. 마크 바움은 금융 붕괴로 인해 더욱 온화해지고, 그의 직원들은 계속해서 펀드를 운영한다. 찰리 겔러와 제이미 시플리는 신용 평가 기관을 고소하려다 실패한 후 각자의 길을 간다. 제이미는 계속해서 펀드를 운영하고 찰리는 가족을 꾸리기 위해 샬럿으로 이사한다. 벤 리커트는 평화로운 은퇴 생활로 돌아간다. 마이클 버리는 대중의 반발과 여러 차례의 IRS 감사 이후 펀드를 청산하고, 이제는 오직 수자원 증권에만 투자한다.
위기를 초래한 은행 관계자들은 한 명의 거래자, 카림 세라겔딘을 제외하고는 그들의 행동에 대한 어떠한 결과도 피했다. 2015년 현재 은행들은 "맞춤형 트렌치 기회"라는 새로운 이름으로 다시 CDO를 판매하고 있다고 언급된다.

## 등장인물
- 크리스천 베일 - 마이클 버리 역
- 스티브 카렐 - 마크 바움 역
- 라이언 고슬링 - 재러드 베넷 역
- 존 마가로 - 찰리 겔러 역
- 핀 위트록 - 제이미 시플리 역
- 브래드 피트 - 벤 리커트 역
- 해미시 링클레이터 - 포터 콜린스 역
- 레이프 스폴 - 대니 모지스 역
- 제러미 스트롱 - 빈센트 대니얼 역
- 아데페로 오두예 - 캐시 타오 역
- 마리사 토메이 - 신시아 바움 역
- 멜리사 레오 - 조지아 헤일 역
- 트레이시 레츠 - 로런스 필즈 역
- 캐런 길런 - 에비 역
- 맥스 그린필드 - 모기지 브로커 역
- 빌리 매그너슨 - 모기지 브로커 역
- 마고 로비, 셀리나 고메즈, 리처드 탈러, 앤서니 보딘 - 본인 역

## 평가

### 수상
| 상                      | 부문                              | 후보                                      | 결과 |
| ----------------------- | --------------------------------- | ----------------------------------------- | ---- |
| 아카데미상              | 작품상                            | 데드 가드너, 제러미 클라이너, 브래드 피트 | 후보 |
| 아카데미상              | 감독상                            | 애덤 매케이                               | 후보 |
| 아카데미상              | 남우조연상                        | 크리스찬 베일                             | 후보 |
| 아카데미상              | 각색상                            | 애덤 매케이, 찰스 랜돌프                  | 수상 |
| 아카데미상              | 편집상                            | 행크 코윈                                 | 후보 |
| 미국 영화 편집자 협회상 | 장편 영화 편집상 - 코미디, 뮤지컬 | 행크 코윈                                 | 미정 |
| 미국 영화 연구소상      | 올해의 10대 영화                  |                                           | 수상 |

## 같이 보기
- 리먼 브라더스의 파산
- 대침체
- 인사이드 잡
- 마진 콜: 24시간, 조작된 진실